# Jüdischer Friedhof (Meckenheim)

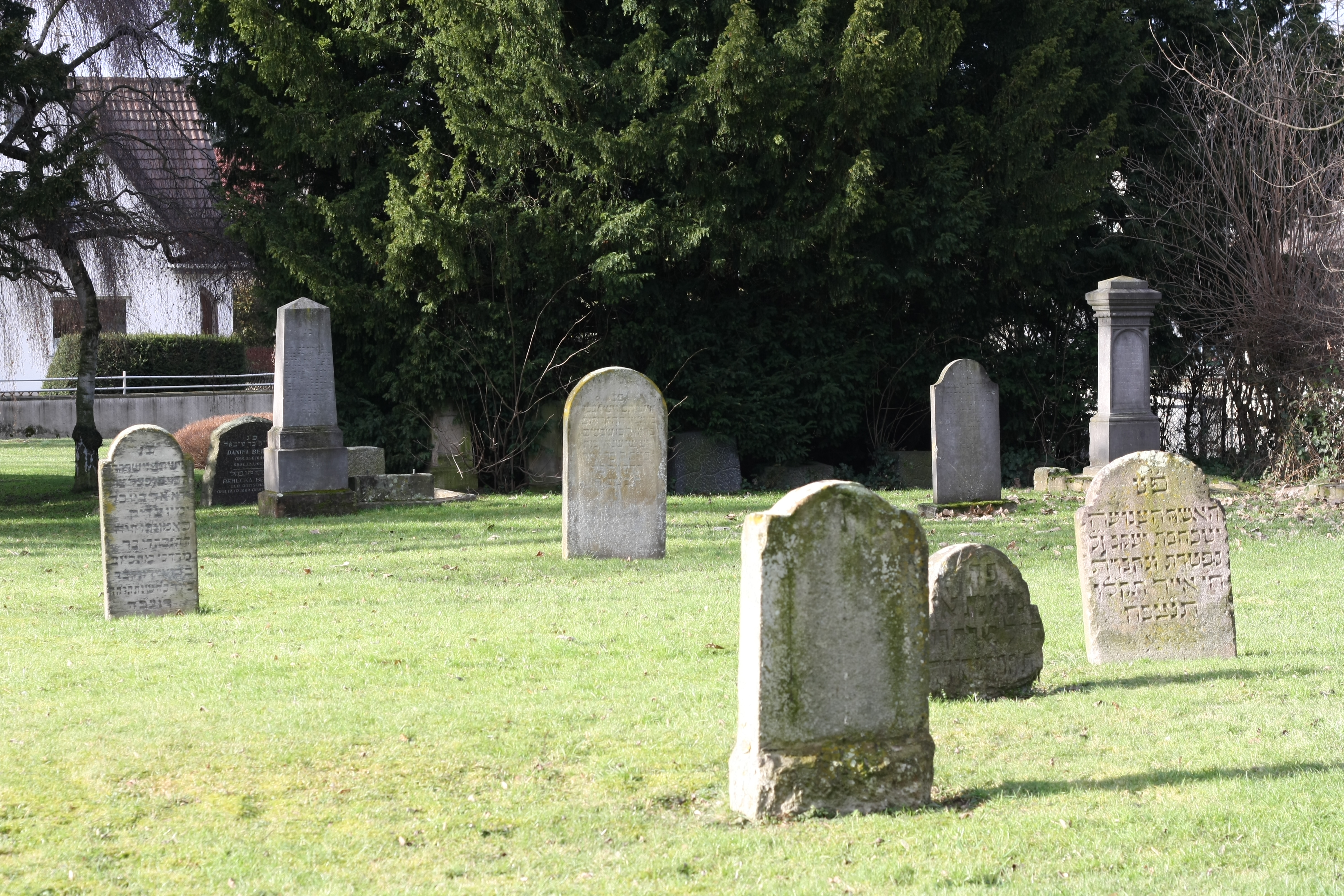
Ansicht des jüdischen Friedhofs in Meckenheim

Der Jüdische Friedhof Meckenheim liegt in Meckenheim im Rhein-Sieg-Kreis (Nordrhein-Westfalen), in der heutigen Dechant-Kreiten-Straße inmitten eines Neubaugebietes. Der jüdische Friedhof wurde am 21. Oktober 1987 in die Denkmalliste eingetragen.

## Geschichte
1711 erhielten die Juden in Meckenheim von Pastor Konrad Hochhausen das Nutzungsrecht an Kirchenland, um einen jüdischen Friedhof anzulegen. Dieser umstrittene Vertrag wurde auch von seinen Nachfolgern stets verlängert und in der zweiten Hälfte des 19. Jahrhunderts ging der Friedhof in das Eigentum der jüdischen Gemeinde über. 1905 wurde der Begräbnisplatz erweitert.
Der jüdische Friedhof wurde vom 18. Jahrhundert bis 1939 belegt. Er ist einer der ältesten im Rhein-Sieg-Kreis. Auf dem 2079 m² großen Friedhof sind heute noch 53 Grabsteine (Mazewot) vorhanden, deren ältester aus dem Jahre 1775 datiert. Bei 23 der 53 Grabsteine wurde die Inschrift abgeschliffen.

## Zeit des Nationalsozialismus
Am 24. November 1939 musste die jüdische Gemeinde Meckenheim unentgeltlich den Friedhof  der Stadt Meckenheim übereignen. Die Stadt verpflichtete sich den Friedhof zu pflegen und während der gesetzlichen Liegezeit keine Veränderungen vorzunehmen. Die Stadt hielt sich nicht an die Vereinbarungen und verkaufte 1942 die Grabsteine an die Marmor- und Granitwerke in Bad Godesberg. 1945 war der Friedhof verwüstet und nur noch wenige Grabsteine waren vollständig erhalten.

## Gedenken

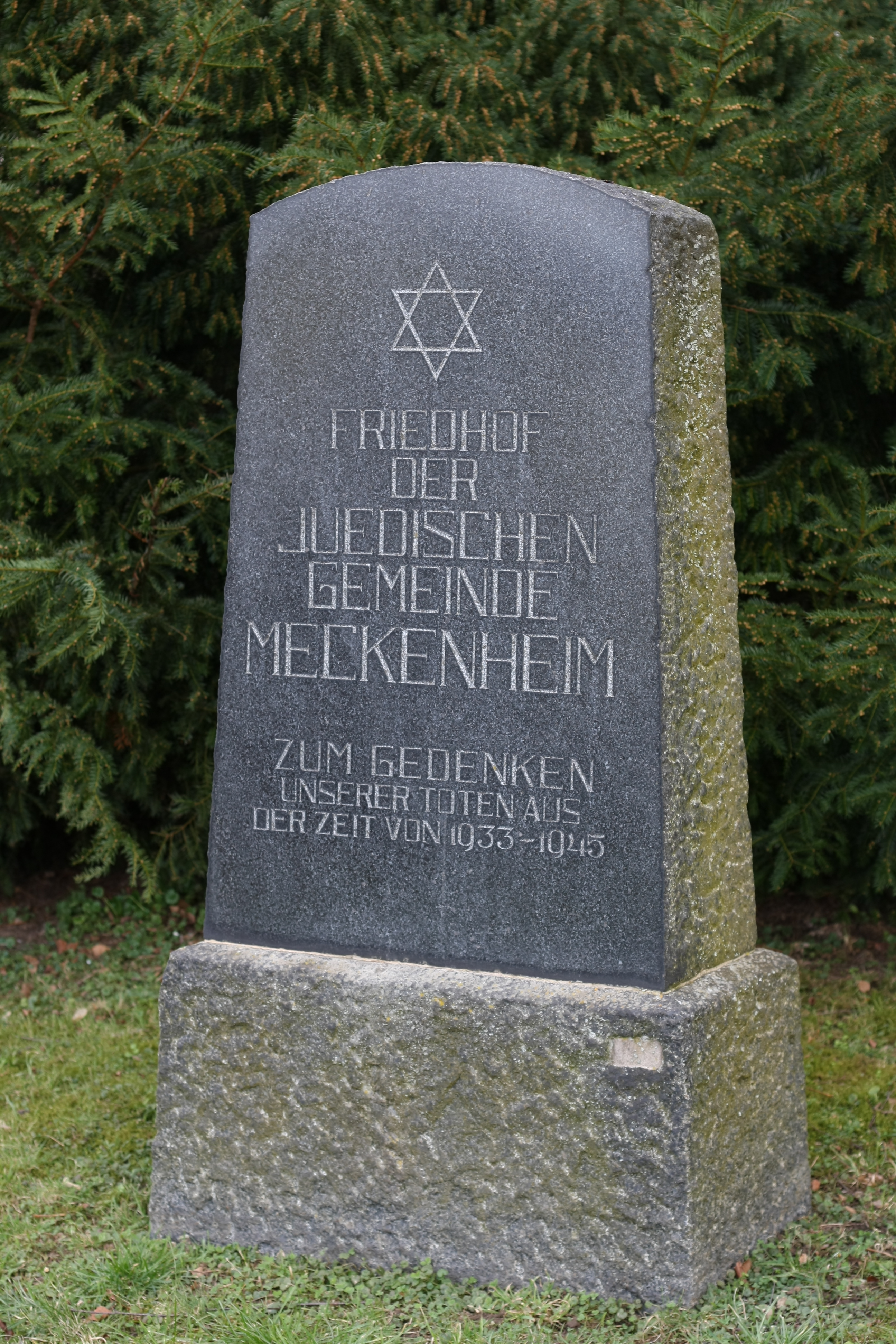
Gedenkstein zur Erinnerung an die jüdische Gemeinde in Meckenheim

Auf dem jüdischen Friedhof wurde nach 1945 ein Gedenkstein aufgestellt mit folgender Inschrift: „Friedhof der juedischen Gemeinde Meckenheim. Zum Gedenken unserer Toten aus der Zeit von 1933–1945.“